# 特克西瓜特
特克西瓜特（西班牙語：Texiguat），是洪都拉斯的城鎮，位於該國南部，由埃爾帕拉伊索省負責管轄，始建於1702年，面積202.9平方公里，海拔高度352米，2001年人口8,108，人口密度每平方公里39.96人。
13°39′0″N 87°1′0″W / 13.65000°N 87.01667°W